# 梁詠恩
梁詠恩（Joanne Leung) 是香港首個公開的跨性别政治人物。
出生性別為男，於2009年接受性別重置手術，身份證性別現時為女，性傾向為女同性戀。 她於2014年至2017年先後任粉红同盟 副主席及主席，於2008年創辦跨性别资源中心，並任主席至今，兩組織皆旨在服務同性戀社群及促進性別平等權益。 

## 生平
梁表示她大約於六歲時知道自己想成為一個女孩。因為當時她年幼，不知道如何面對質疑與欺凌，所以梁詠恩一直保守著她的秘密不讓人知道。隱藏變性的欲望一度讓她嵌入迷惘與痛苦中，曾經四度嘗試過自殺。 2004年，她開始嘗試尋求協助，並向當時瑪麗醫院的性診所求醫，直到2009年進行了兩期的性別重置手術。手術前，梁曾許願將手術後的人生奉獻給上帝，並為自己改名為「詠恩」以之紀念。
手術後，她開始構思怎樣支持及幫助香港的跨性別社群，開始時的目標為提供資源給跨性別人群，及讓社會認識及了解，從而消除歧視。 她希望站出來，能讓其他跨性別人士不需要承受她曾遇過的痛苦，讓他們的路走得更加容易。因此，她於2008年創辦了跨性别资源中心(TGR)，為有需要人士提供資源及協助，並通過故事分享，讓社會明白更多性別多元的概念。 梁於2002年開始全職在組織裡工作，一直於十年間努力推動香港的LGBT權益。
2014年，她先後兩次到联合国日內瓦總部，向 CEDAW委員會（消除對婦女歧視公約）提交報告並代表香港民間組織發言，為首個華人跨性別者於聯合國會議上發言。梁在不同的性別議題上都提出了有力的聲音，如2014年成功反對政府於立法會上通過不合理的《婚姻條例》修訂議案，為後續的性別承認法討論提供更寬闊的空間。梁亦曾被政府委任為消除歧視性小眾諮詢小組成員，在任兩年多，為政府制訂了一份詳盡建議書，並已分階段落實於政府的施政中。她從2012年起，亦出任政府愛滋病顧問局轄下的艾滋病社區論壇(CFA)成員。 在2015年，梁加入香港民主黨為香港首位跨性別政治人物，為該黨提供LGBT友善政策建議，並出任性別平權委員會委員。 她於2016年角逐該黨的 立法會新界東之出選名單，在民調中擊敗其他兩位在任區議員林卓庭及區鎮樺，大幅領先支持度。可惜得不到黨內支持，最終林卓庭獲勝，他隨後亦赢得了立法會議席。梁於2018年11月開始擔任公共專業聯盟政策召集人(LGBT)一職。
梁於2019年5月17日在香港區國際不再恐同日集會上，正式將一手建立的跨性別資源中心，交棒給新任主席Henry Tse，並於同年9月赴台北世新大學攻讀性別研究碩士。梁退任後仍續任該機構副主席，主要負責幕後的協調工作，及跨性別愛滋病的研究項目。Henry Tse於2020年10月提出辭職，梁於台灣遙距重掌主席位置，機構並轉為更多著重於研究工作，及與其他團體合作，並支援香港及中國內地新生跨性別團體。

## 獎項
- 2021 - 獲 Prestige Hong Kong 雜誌選為其中一位年度女性 Women of Power 2021
- 2018 - 獲香港同志電影節頒發玲瓏大獎
- 2017 - 獲美國駐港澳總領事館頒發最俱勇氣女性獎及提名國際最俱勇氣女性獎
- 2017 - 獲明周（明報周刊）列入香港18位平民英雄之一
- 2017 - 獲 Hong Kong Free Press 評選為7月份新聞人物
- 2016 - 獲頒發年度亞洲LGBT里程碑大獎 (ALMA-Asia LGBT Milestone Awards)
- 2014 - 獲婦女動力基金頒發她敢於改變大獎
- 2012 - 獲Baccarat Magazine選為45 People Aged 45 or Below Making a Difference in Hong Kong

## 著作
- 梁詠恩（2022）〈唯有愛，才能克服恐懼〉，王道維編《當同志遇見耶穌》，192–210。台灣新北市：真哪噠出版社。
- 梁詠恩（2022）《性/別尋旅——一位跨性別者的自我民族誌》。世新大學性別研究所碩士論文，臺北市。取自：https://hdl.handle.net/11296/rynvp7
- Wong C.、Chau E.、Yu L.、Yim N.、Chiu M.著、黃結梅、張佩琦、梁詠恩編，（2019）《「是非男女」第五冊：跨兒故事》。香港：跨性別資源中心。
- Leung, J., Wong, D., & Cheung, E. (Eds.). (2019). Gossip Boys & Girls Book5: TranStory. Hong Kong: Transgender Resource Center.
- Leung, J. (2017). Gossip Boys & Girls Book4: The Book of Transgender in Hong Kong. Hong Kong: Transgender Resource Center.
- 梁詠恩（2016）《「是非男女」第三冊：跨性別同盟手冊》。香港：跨性別資源中心。
- Leung, J. (2015). Joanne: God’s Grace! – A sharing by a Transgender Christian Woman. In God’s Image, 34(2), 25-28. Retrieved from https://www.awrc4ct.org/wp-content/uploads/2021/08/2015_2.pdf
- 梁詠恩（2015年7月4日）〈跨粉-一個與跨性別有莫大相關，卻被遺忘了的身份〉第五屆中國「性」研究國際研討會，北京：中國人民大學。
- 梁詠恩（2015）〈香港之跨性別運動前瞻及與社會之相互關係〉，黃慧貞、蔡寶瓊編《性/別政治與本土起義》，300–302。香港：商務印書館。
- 梁詠恩（2015）《「是非男女」第二冊：跨性別家長手冊》。香港：跨性別資源中心。
- 梁詠恩（2013）〈竭力把自己拗直〉，《我們彎著返教會》，70–87。香港：青森文化。
- 梁詠恩（2012）《「是非男女」第一冊：本土跨性別閱讀手冊》。香港：跨性別資源中心。
- 梁詠恩（2009）〈Joanne的信仰告白〉，《人．性II：誰不是酷兒？本土酷兒神學初探》，29–36。香港：性神學社、香港基督徒學會。

## 外部連結
- Joanne Leung Facebook 專頁
- 專欄 - 是非男女 （页面存档备份，存于） (多元性別理論初階)
- 毛記電視《星期三港案》女孩不哭 (2016年2月24日) （页面存档备份，存于）